# ETR 480

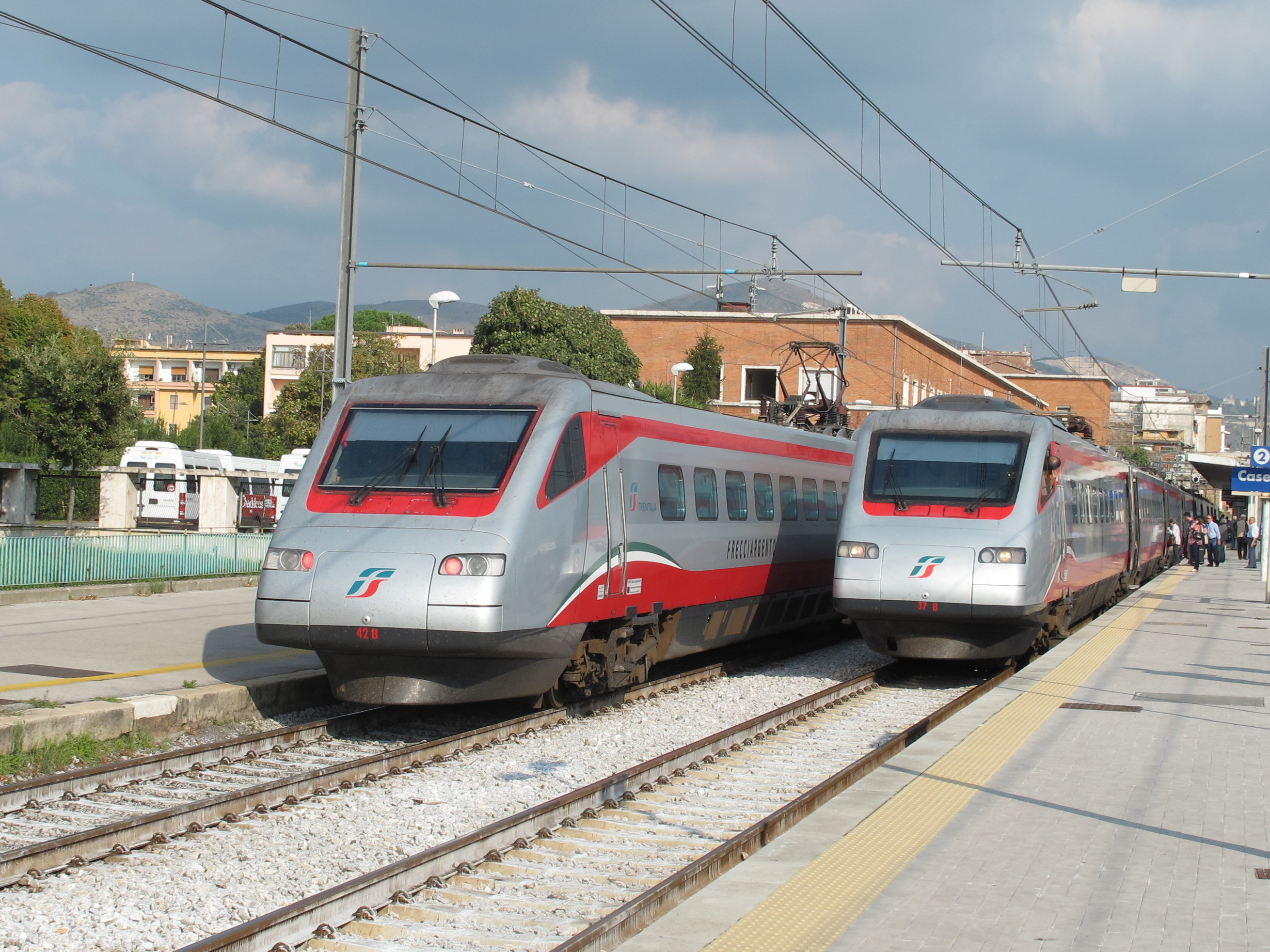
Deux ETR-480 en gare de Caserte en 2014.

L'ETR 480 (ETR = Elettro Treno Rapido, ce qui signifie en français « train électrique rapide ») est une rame pendulaire à grande vitesse italienne de troisième génération, succédant aux fameuses séries de Fiat Pendolino ETR 450 et ETR 460.

## Caractéristique
Ces rames sont esthétiquement identiques aux ETR 460 mais bénéficient d'une trappe spécifique pour la voiture-restaurant qui permet le chargement des denrées sur palettes, et d'un nouveau système de liaison entre les voitures.
Contrairement aux ETR 460 retenus par la SNCF pour la liaison Milan-Lyon, qui circulaient en France à demi puissance en raison du refus de la SNCF d'adopter les rames polytensions, l'ETR 480 est bitension réservée au réseau italien normal à 3.0 kV CC et LGV norme européenne à 25 kV CA.
À partir de 2005, la série des ETR 480 (n° 31 à 45) a été transformée en ETR 485 (it) en modifiant l'alimentation électrique et en remplaçant les pantographes pour augmenter les performances sur les lignes à grande vitesse sous 25 kV.

## Version suisse
Les ETR 470 Cisalpino adoptés par les CFF-FFS suisses sont bitension, 3 kV CC (pour circuler en Italie) et 15 kV CA 16,7 60 Hz (pour circuler en Suisse et en Allemagne).